# 아나구
아나구(A'ana)는 사모아의 행정구로 우폴루섬 서부에 위치한다. 행정 중심지는 레울루모에가이며 면적은 193km2, 인구는 20,167명(2001년 기준)이다. 동쪽으로는 투아마사가구, 서쪽으로는 아이가이레타이구와 접하며 월경지 1개[사투이말루필루피(Satuimalufilufi) 마을]를 포함한다.